# Paul Moos
Paul Moos, född 22 mars 1863 i Buchau, Schwaben, död 27 februari 1952 i Raeren vid Eupen, var en tysk musikestetiker.
Moos studerade musik i München under bland andra Ludwig Thuille och Josef Gabriel Rheinberger. Han slog sig därefter ned i Berlin, där han alltmer kom att ägna sig åt musikestetik och kom under inflytande av filosofen Eduard von Hartmann. 
Moos utgav Moderne Musikästhetik in Deutschland (1902), Richard Wagner als Musikästhetiker (1906), Die deutsche Ästhetik der Gegenwart etc. (1919) och en del mindre artiklar.